# トニー・ハリソン
トニー・ハリソン（Tony Harrison、1990年9月6日 - ）は、アメリカ合衆国のプロボクサー。ミシガン州デトロイト出身。元WBC世界スーパーウェルター級王者。スーパーバッド・ボクシングジム所属。

## 来歴
2016年7月30日、ニューヨークのバークレイズ・センターでセルゲイ・ラブチェンコとIBF世界スーパーウェルター級挑戦者決定戦を行い9回1分18秒TKO勝ちを収めジャーモール・チャーロへの挑戦権を獲得した。
2017年2月25日、アラバマ州バーミングハムのレガシー・アリーナでデオンテイ・ワイルダーVSジェラルド・ワシントンの前座でジャーモール・チャーロの王座返上に伴いIBF世界スーパーウェルター級3位のジャレット・ハードとIBF世界スーパーウェルター級王座決定戦を行い、9回2分24秒TKO負けを喫し王座を獲得出来なかった。
2018年5月11日、ラスベガスのサムズ・タウン・ホテル・アンド・ガンブリング・ホール内サムズ・タウン・ライブにて、元IBF世界スーパーウェルター級王者イシュー・スミスと対戦し、10回2-1(97-92、96-93、94-95)の判定勝ちを収めた。
2018年12月22日、バークレイズ・センターでWBC世界スーパーウェルター級王者ジャーメル・チャーロと対戦し、12回3-0（116-112、115-113×2）の判定勝ちを収めを王座を獲得した。
2019年1月22日、WBCは前王者チャーロとハリソンにダイレクトリマッチを指令した。
2019年12月21日、オンタリオのトヨタ・アリーナで前王者でWBC世界スーパーウェルター級1位のジャーメル・チャーロとダイレクトリマッチを行い、11回2分28秒TKO負けを喫し初防衛に失敗、王座から陥落した。

## 獲得タイトル
- WBC世界スーパーウェルター級王座（防衛0）